# Liste der Monuments historiques in Munster (Moselle)
Die Liste der Monuments historiques in Munster führt die Monuments historiques in der französischen Gemeinde Munster auf.

## Liste der Bauwerke
| Bezeichnung       | Beschreibung                                                                               | Standort                    | Kennzeichnung | Schutzstatus | Datum     | Bild           |
| ----------------- | ------------------------------------------------------------------------------------------ | --------------------------- | ------------- | ------------ | --------- | -------------- |
| Kirche St-Nicolas | aus dem 13. Jahrhundert; von 1868 bis 1874 unter Leitung Eugène Viollet-le-Duc restauriert | Rue Principale (Lage)       | PA00106925    | Classé       | 1896 1984 | weitere Bilder |
| Quereinhaus       | Fachwerk, teilweise massiv, bezeichnet 1736 und 1827                                       | 1 rue de Torcheville (Lage) | PA00107074    | Inscrit      | 1992      |                |

## Liste der Objekte
| Bezeichnung                                                  | Beschreibung                                                                                      | Standort                        | Kennzeichnung | Schutzstatus | Datum | Bild |
| ------------------------------------------------------------ | ------------------------------------------------------------------------------------------------- | ------------------------------- | ------------- | ------------ | ----- | ---- |
| Hauptaltar                                                   | Altartisch, Tabernakel und Baldachin; Holz, farbig gefasst und vergoldet, 1771                    | in der Kirche St-Nicolas (Lage) | PM57000243    | Classé       | 1980  |      |
| Drei Fialen: Anbetung der Könige                             | Sandstein, 14. Jahrhundert                                                                        | in der Kirche St-Nicolas (Lage) | PM57000249    | Classé       | 1980  |      |
| Neogotische Kanzel                                           | Eichenholz, 19. Jahrhundert                                                                       | in der Kirche St-Nicolas (Lage) | PM57000251    | Classé       | 1982  |      |
| Ausstattung des Chorraums                                    | Wandverkleidung, Chorgestühl, drei Kredenzen, Zelebrantenbank und drei Bänke, Eichenholz, um 1775 | in der Kirche St-Nicolas (Lage) | PM57000244    | Classé       | 1980  |      |
| Skulptur Madonna mit Kind                                    | Stein, 14. Jahrhundert                                                                            | in der Kirche St-Nicolas (Lage) | PM57000246    | Classé       | 1980  |      |
| Skulptur Heilige Katharina                                   | Stein, 13. Jahrhundert                                                                            | in der Kirche St-Nicolas (Lage) | PM57000248    | Classé       | 1980  |      |
| Kelch und Ziborium                                           | Silber, vergoldet, erste Hälfte des 19. Jahrhunderts                                              | in der Kirche St-Nicolas (Lage) | PM57000252    | Classé       | 1982  |      |
| Kelch                                                        | Silber, vergoldet, erste Hälfte des 19. Jahrhunderts                                              | in der Kirche St-Nicolas (Lage) | PM57000253    | Classé       | 1982  |      |
| Kenotaph für Guillaume de Torcheville und Jeanne de Warsberg | Sandstein, nach 1335                                                                              | in der Kirche St-Nicolas (Lage) | PM57000245    | Classé       | 1980  |      |
| Skulptur Madonna mit Kind                                    | Stein, farbig gefasst, erste Hälfte des 14. Jahrhunderts                                          | in der Kirche St-Nicolas (Lage) | PM57000250    | Classé       | 1982  |      |
| Kelch und Patene                                             | Gold und Silber, vergoldet, 15. und 18. Jahrhundert                                               | in der Kirche St-Nicolas (Lage) | PM57000242    | Classé       | 1971  |      |
| Skulptur Johannes der Täufer                                 | Stein, 14. Jahrhundert                                                                            | in der Kirche St-Nicolas (Lage) | PM57000247    | Classé       | 1980  |      |